# Supertungvikt i grekisk-romersk stil för herrar i brottning vid olympiska sommarspelen 2004
Herrarnas brottningsturnering i grekisk-romersk stil i viktklassen supertungvikt vid olympiska sommarspelen 2008 avgjordes den 24-25 augusti i Aten i Ano Liossia Olympic Hall. 

## Medaljörer
| Klass         | Guld                      | Silver                         | Brons               |
| Supertungvikt | Chasan Barojev · Ryssland | Georgij Tsurtsumia · Kazakstan | Rulon Gardner · USA |

## Resultat

### Förkortningar
- EF — Vinst genom förverkande, förloraren ej plancerad
- E2 — Båda brottarna diskvalificerade för brott mot reglerna
- EV — Diskvalifikation från samtliga tävlingar för brott mot reglerna
- EX — 3 varningar eller brott mot reglerna
- PA — Skada/uteblivande
- PO — Vinst efter poäng, förloraren utan teknik-poäng
- PP — Vinst efter poäng, förloraren med teknik-poäng
- SP — Teknisk överlägsenhet, 10 poängs skillnad, förloraren hade poäng
- ST — Teknisk överlägsenhet, 10 poängs skillnad, förloraren utan poäng
- TO — Vinst efter fall
- KP — Klassificeringspoäng
- TP — Tekniska poäng

### Utslagningsronder

#### Grupp 1
| Tävlande                  | Spelade | Vunna | Förlorade | KP | TP |
| ------------------------- | ------- | ----- | --------- | -- | -- |
| Yannick Szczepaniak (FRA) | 2       | 2     | 0         | 7  | 13 |
| Haykaz Galstyan (ARM)     | 2       | 1     | 1         | 4  | 10 |
| Rafael Barreno (VEN)      | 2       | 0     | 2         | 1  | 3  |

|                           | Poäng |                           | KP     |
| ------------------------- | ----- | ------------------------- | ------ |
| Haykaz Galstyan (ARM)     | 1–3   | Yannick Szczepaniak (FRA) | 1–3 PP |
| Rafael Barreno (VEN)      | 3–9   | Haykaz Galstyan (ARM)     | 1–3 PP |
| Yannick Szczepaniak (FRA) | 10–0  | Rafael Barreno (VEN)      | 4–0 ST |

#### Grupp 2
| Tävlande                 | Spelade | Vunna | Förlorade | KP | TP |
| ------------------------ | ------- | ----- | --------- | -- | -- |
| Sajjad Barzi (IRI)       | 2       | 2     | 0         | 6  | 5  |
| Mihály Deák-Bárdos (HUN) | 2       | 1     | 1         | 4  | 4  |
| Juha Ahokas (FIN)        | 2       | 0     | 2         | 1  | 1  |

|                          | Poäng |                          | KP     |
| ------------------------ | ----- | ------------------------ | ------ |
| Mihály Deák-Bárdos (HUN) | 3–0   | Juha Ahokas (FIN)        | 3–0 PO |
| Sajjad Barzi (IRI)       | 3–1   | Mihály Deák-Bárdos (HUN) | 3–1 PP |
| Juha Ahokas (FIN)        | 1–2   | Sajjad Barzi (IRI)       | 1–3 PP |

#### Grupp 3
| Tävlande                 | Spelade | Vunna | Förlorade | KP | TP |
| ------------------------ | ------- | ----- | --------- | -- | -- |
| Khasan Baroyev (RUS)     | 2       | 2     | 0         | 6  | 8  |
| David Vála (CZE)         | 2       | 1     | 1         | 3  | 3  |
| Andrei Chekhauskoi (BLR) | 2       | 0     | 2         | 0  | 0  |

|                          | Poäng |                          | KP     |
| ------------------------ | ----- | ------------------------ | ------ |
| David Vála (CZE)         | 0–5   | Khasan Baroyev (RUS)     | 0–3 PO |
| Andrei Chekhauskoi (BLR) | 0–3   | David Vála (CZE)         | 0–3 PO |
| Khasan Baroyev (RUS)     | 3–0   | Andrei Chekhauskoi (BLR) | 3–0 PO |

#### Grupp 4
| Tävlande               | Spelade | Vunna | Förlorade | KP | TP |
| ---------------------- | ------- | ----- | --------- | -- | -- |
| Mijaín López (CUB)     | 2       | 2     | 0         | 6  | 9  |
| Yekta Yılmaz Gül (TUR) | 2       | 1     | 1         | 3  | 3  |
| Yuri Evseitchik (ISR)  | 2       | 0     | 2         | 0  | 0  |

|                        | Poäng |                        | KP     |
| ---------------------- | ----- | ---------------------- | ------ |
| Yuri Evseitchik (ISR)  | 0–5   | Mijaín López (CUB)     | 0–3 PO |
| Yekta Yılmaz Gül (TUR) | 3–0   | Yuri Evseitchik (ISR)  | 3–0 PO |
| Mijaín López (CUB)     | 4–0   | Yekta Yılmaz Gül (TUR) | 3–0 PO |

#### Grupp 5
| Tävlande                   | Spelade | Vunna | Förlorade | KP | TP |
| -------------------------- | ------- | ----- | --------- | -- | -- |
| Georgiy Tsurtsumia (KAZ)   | 3       | 2     | 1         | 8  | 11 |
| Xenofon Koutsioumpas (GRE) | 3       | 2     | 1         | 7  | 11 |
| Eddy Bengtsson (SWE)       | 3       | 1     | 2         | 3  | 4  |
| Mirian Giorgadze (GEO)     | 3       | 1     | 2         | 3  | 2  |

|                            | Poäng |                            | KP     |
| -------------------------- | ----- | -------------------------- | ------ |
| Georgiy Tsurtsumia (KAZ)   | 2–2   | Xenofon Koutsioumpas (GRE) | 3–1 PP |
| Mirian Giorgadze (GEO)     | 0–3   | Eddy Bengtsson (SWE)       | 0–3 PO |
| Georgiy Tsurtsumia (KAZ)   | 2–2   | Mirian Giorgadze (GEO)     | 1–3 PP |
| Xenofon Koutsioumpas (GRE) | 5–0   | Eddy Bengtsson (SWE)       | 3–0 PO |
| Georgiy Tsurtsumia (KAZ)   | 7–1   | Eddy Bengtsson (SWE)       | 4–0 TO |
| Xenofon Koutsioumpas (GRE) | 5–0   | Mirian Giorgadze (GEO)     | 3–0 PO |

#### Grupp 6
| Tävlande                  | Spelade | Vunna | Förlorade | KP | TP |
| ------------------------- | ------- | ----- | --------- | -- | -- |
| Rulon Gardner (USA)       | 3       | 3     | 0         | 9  | 7  |
| Sergei Mureiko (BUL)      | 3       | 2     | 1         | 7  | 6  |
| Mindaugas Mizgaitis (LTU) | 3       | 1     | 2         | 4  | 4  |
| Marek Mikulski (POL)      | 3       | 0     | 3         | 0  | 0  |

|                           | Poäng |                           | KP     |
| ------------------------- | ----- | ------------------------- | ------ |
| Rulon Gardner (USA)       | 3–0   | Mindaugas Mizgaitis (LTU) | 3–0 PO |
| Sergei Mureiko (BUL)      | 3–0   | Marek Mikulski (POL)      | 3–0 PO |
| Rulon Gardner (USA)       | 1–1   | Sergei Mureiko (BUL)      | 3–1 PP |
| Mindaugas Mizgaitis (LTU) | 3–0   | Marek Mikulski (POL)      | 3–0 PO |
| Rulon Gardner (USA)       | 3–0   | Marek Mikulski (POL)      | 3–0 PO |
| Mindaugas Mizgaitis (LTU) | 1–2   | Sergei Mureiko (BUL)      | 1–3 PP |

### Utslagningsträd
|  | Kvartsfinaler             | Kvartsfinaler             | Kvartsfinaler |  |  | Semifinaler              | Semifinaler              | Semifinaler              |   |                      | Final                | Final               | Final      |
|  |                           |                           |               |  |  |                          |                          |                          |   |                      |                      |                     |            |
|  | Yannick Szczepaniak (FRA) | Yannick Szczepaniak (FRA) | 0             |  |  |                          |                          |                          |   |                      |                      |                     |            |
|  | Sajjad Barzi (IRI)        | Sajjad Barzi (IRI)        | 3             |  |  | Sajjad Barzi (IRI)       | Sajjad Barzi (IRI)       | 0                        |   |                      |                      |                     |            |
|  | Khasan Baroyev (RUS)      | Khasan Baroyev (RUS)      | 2             |  |  | Khasan Baroyev (RUS)     | Khasan Baroyev (RUS)     | 4                        |   |                      |                      |                     |            |
|  | Mijaín López (CUB)        | Mijaín López (CUB)        | 0             |  |  |                          |                          |                          |   | Khasan Baroyev (RUS) | Khasan Baroyev (RUS) | 4                   |            |
|  |                           |                           |               |  |  |                          | Georgiy Tsurtsumia (KAZ) | Georgiy Tsurtsumia (KAZ) | 2 |                      |                      |                     |            |
|  |                           |                           |               |  |  | Georgiy Tsurtsumia (KAZ) | Georgiy Tsurtsumia (KAZ) | 4                        |   |                      |                      |                     |            |
|  |                           |                           |               |  |  | Rulon Gardner (USA)      | Rulon Gardner (USA)      | 1                        |   |                      | Bronsmatch           | Bronsmatch          | Bronsmatch |
|  |                           |                           |               |  |  |                          |                          |                          |   |                      |                      |                     |            |
|  |                           |                           |               |  |  |                          |                          |                          |   |                      | Sajjad Barzi (IRI)   | Sajjad Barzi (IRI)  | 0          |
|  |                           |                           |               |  |  |                          |                          |                          |   |                      | Rulon Gardner (USA)  | Rulon Gardner (USA) | 3          |

|  | 5:e plats |                           |    |  |
|  |           |                           |    |  |
|  | 1         | Yannick Szczepaniak (FRA) |    |  |
|  | 1         | Yannick Szczepaniak (FRA) |    |  |
|  | 2         | Mijaín López (CUB)        | PA |  |